# Tân Lập, Hàm Thuận Nam
Tân Lập là một xã thuộc huyện Hàm Thuận Nam, tỉnh Bình Thuận, Việt Nam.
Xã Tân Lập có diện tích 163,97 km², dân số năm 1999 là 7475 người, mật độ dân số đạt 46 người/km².